# AlSaudiah
AlSaudiah (tiếng Ả Rập: السعودية) là mã quốc gia cấp cao nhất miền quốc tế hóa cho Ả Rập Xê Út. Các ASCII tên miền này trong Domain Name System là xn--mgberp4a5d4ar, thu được bằng cách áp dụng các Tên miền Quốc tế hoá trong ứng dụng (IDNA) quy tắc cho bản dịch của Unicode đại diện của phiên bản kịch bản. Nó đã được cài đặt trong DNS vào ngày 5 tháng 5 năm 2010.
Ả Rập Xê Út cũng được gán tên miền cấp cao nhất.sa.

## Quy tắc đăng ký
Thời gian mặt trời mọc từ ngày 31 tháng 5 năm 2010 đến ngày 12 tháng 7 năm 2010 sẽ cho phép các tổ chức chính phủ đăng ký. Một khởi động Landrush sẽ được mở vào ngày 27 tháng 9 năm 2010.
Chỉ những người hoặc tổ chức liên quan đến Ả Rập Xê Út mới có thể đăng ký.